# Porcheux
Porcheux är en kommun i departementet Oise i regionen Hauts-de-France i norra Frankrike. Kommunen ligger i kantonen Auneuil som tillhör arrondissementet Beauvais. År 2022 hade Porcheux 675 invånare.

## Befolkningsutveckling
Antalet invånare i kommunen Porcheux
| Referens: INSEE |